# Veljko Milosavljević
Veljko Milosavljević, né le 28 juin 2007 à Požarevac, est un footballeur serbe qui évolue au poste de défenseur central à l'Étoile rouge de Belgrade.

## Biographie

### Carrière en club
Né à Požarevac en Serbie, Veljko Milosavljević est formé par l'Étoile rouge de Belgrade, où il commence sa carrière professionnelle en championnat de Serbie. Il joue son premier match avec l'équipe première du club le 18 octobre 2023, entrant en jeu lors de la victoire contre le FK Trayal en Coupe de Serbie,.
La saison suivante, après un passage en prêt par le Grafičar Belgrade, il s'impose comme titulaire en défense centrale dès février 2025. Milosavljević est ainsi sacré champion de Serbie lors de la saison 2024-25.
Le 22 juillet 2025, il joue son premier match de Ligue des champions, entrant en jeu lors du match de qualification de l'Étoile rouge de Belgrade,.

### Carrière en sélection
Veljko Milosavljević est international serbe junior avec l'équipe des moins de 17 ans — avec qui il atteint les demi-finales de l'Euro 2024, éliminé par le Portugal de Mora et Quenda — puis celle des moins de 19 ans.
Milosavljević est ensuite international espoirs avec la Serbie.

## Palmarès
Étoile rouge de Belgrade
- Championnat de Serbie
  - Champion en 2024-25
- Coupe de Serbie
  - Vainqueur en 2024-25